# Белорусско-гайанские отношения
Белорусско-гайанские отношения — двусторонние отношения между Белоруссией и Гайаной. В 2011 году двусторонний товарооборот между Белоруссией и Гайаной составил 167 тысяч долларов. В 2011 году экспорт Белоруссии в Гайану составил 164 тысячи долларов. В 2011 году экспорт Гайаны в Белоруссию составил 3 тысячи долларов.

## Экономические отношения
В 2011 году двусторонний товарооборот между Белоруссией и Гайаной составил 167 тысяч долларов. В 2016 году двусторонний товарооборот между Белоруссией и Гайаной составил 1271 тысячу долларов. В 2021 году двусторонний товарооборот между Белоруссией и Гайаной составил 11 тысяч долларов. В 2011 году экспорт Белоруссии в Гайану составил 164 тысячи долларов. В 2011 году экспорт Гайаны в Белоруссию составил 3 тысячи долларов. В 2016 году экспорт Белоруссии в Гайану составил 1266 тысяч долларов. В 2016 году экспорт Гайаны в Белоруссию составил 5 тысяч долларов. В 2021 году экспорт Гайаны в Белоруссию составил 11 тысяч долларов.